# Harrisburg (Ohio)
Harrisburg è un villaggio degli Stati Uniti d'America, situato nello stato dell'Ohio, diviso tra la contea di Franklin e la contea di Pickaway.